# Catedral de la Inmaculada Concepción (Jeju)
La Catedral de la Inmaculada Concepción o más formalmente Catedral de la Inmaculada Concepción de María y localmente Catedral de Jungang (en coreano: 중앙성당) es el nombre que recibe un edificio religioso que se encuentra en la localidad de Jeju en el extremo sur del país asiático de Corea del Sur.
El templo sigue el rito romano o latino y es la iglesia principal de la Diócesis de  Jeju (Dioecesis Cheiuensis; 제주 교구) que fue elevada a su actual estatus en 1997 por el papa Pablo VI mediante la bula "Munus Apostolicum".
Esta bajo la responsabilidad pastoral del obispo Peter Kang U-il.

## Véase también

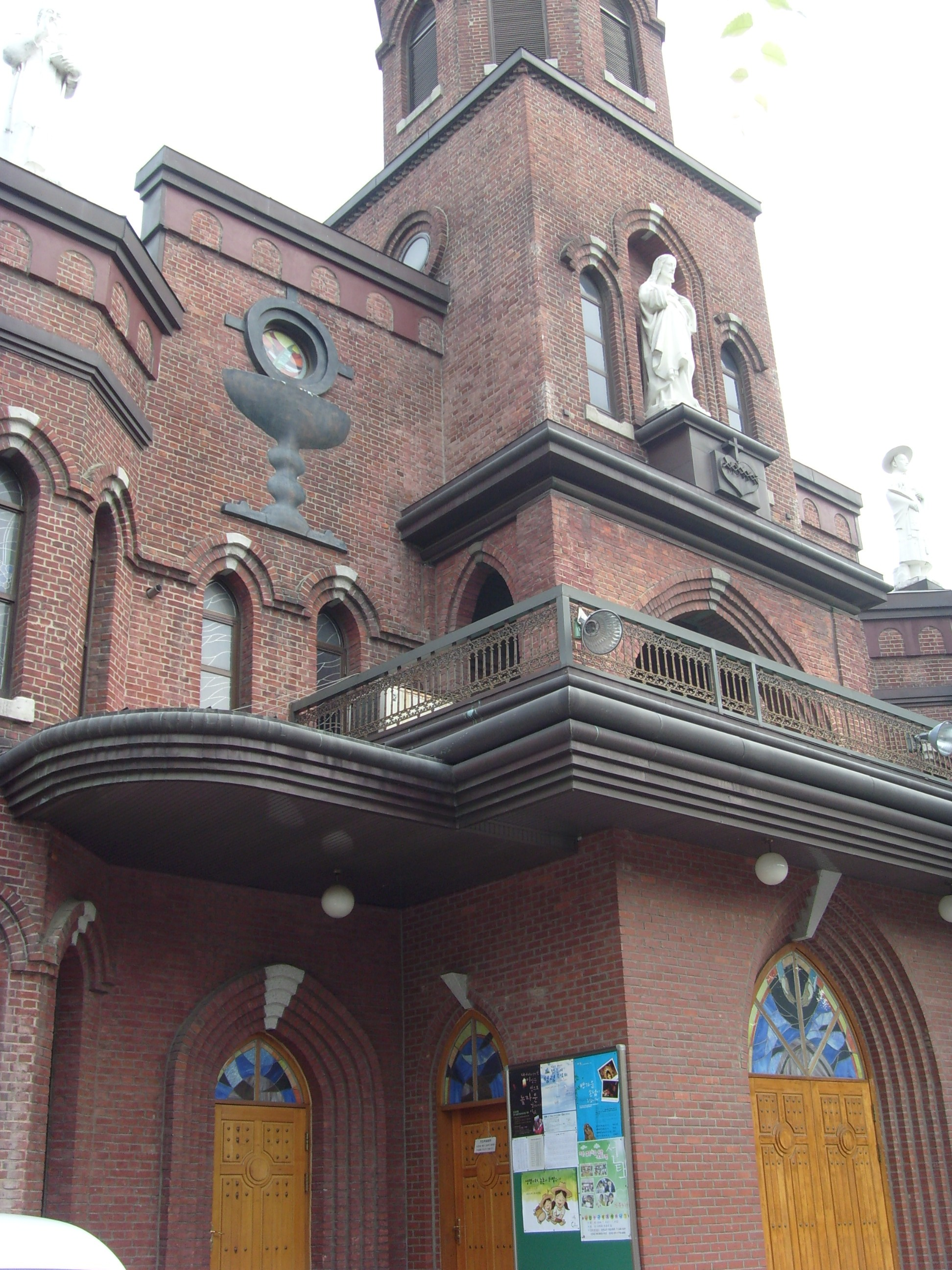
Otra vista del templo